# Conférence épiscopale lituanienne
La Conférence épiscopale lituanienne (en lituanien : Lietuvos vyskupų konferencija, abrégé LVK) est une conférence épiscopale de l’Église catholique qui réunit les ordinaires de Lituanie.
La conférence est représentée à la Commission des épiscopats de l’Union européenne (COMECE). Son président participe également au Conseil des conférences épiscopales d’Europe (CCEE), avec une petite quarantaine d’autres membres.

## Membres
Sont membres de la conférence les évêques titulaires (y compris les archevêques et les évêques auxiliaires), en accord avec le Code de droit canonique de 1983, soit une petite dizaine de membres :
- Eugenijus Bartulis (lt), évêque de Šiauliai[5] ;
- Gintaras Grušas, archevêque de Vilnius et président de la conférence[6] ;
- Jonas Ivanauskas (lt), évêque de Kaišiadorys[7] ;
- Algirdas Jurevičius (lt), évêque de Telšiai[8] ;
- Kęstutis Kėvalas (lt), archevêque de Kaunas[9] ;
- Rimantas Norvila (lt), évêque de Vilkaviškis et vice-président de la conférence[10] ;
- Arūnas Poniškaitis (lt), évêque auxiliaire de l’archidiocèse de Vilnius[11] ;
- Darius Trijonis (de), évêque auxiliaire de l’archidiocèse de Vilnius[12] ;
- Linas Vodopjanovas (lt), évêque de Panevėžys[13].

Peuvent également être présents, même si leurs voix n’ont alors qu’une valeur consultative, les évêques émérites :
- Audrys Juozas Bačkis, cardinal et archevêque émérite de Vilnius[14] ;
- Sigitas Tamkevičius, cardinal et archevêque émérite de Kaunas[15] ;
- Lionginas Virbalas, archevêque émérite de Kaunas[16] ;
- Jonas Kauneckas (lt), évêque émérite de Panevėžys[17] ;
- Juozapas Matulaitis (lt), évêque émérite de Kaišiadorys[18] ;
- Jonas Boruta, notamment évêque émérite de Telšiai[19].

## Historique
La notion de « conférence épiscopale », depuis longtemps en réflexion, est détaillée lors du concile Vatican II, qui se termine fin 1965. Dès le 10 février de l’année, la réunion des évêques lituaniens est officialisée par l’évêque Petras Maželis (lt), sous le nom de « Collège des Ordinaires des diocèses lituaniens ». Le nom « Conférence épiscopale lituannienne » apparaît pour la première fois en 1971. Les statuts de l’organisation adoptés le 20 mai 1992 sont officiellement approuvés par le Saint-Siège ; ils évoluent ensuite le 20 avril 2001.

## Sanctuaires
La conférence n’a pas, en 2022, désigné de sanctuaire national.